# Молодіжна першість України з футболу 2012—2013
9-та молодіжна першість України з футболу серед дублерів проходила з липня 2012 року по травень 2013. Чемпіоном вперше стала молодіжна команда «Зоря» (Луганськ), вилетів з турніру «Кривбас» (Кривий Ріг) (не отримав атестата на наступний сезон).

## Учасники
У турнірі взяли участь 16 молодіжних команд:
| - «Арсенал» (Київ) - «Волинь» (Луцьк) - «Ворскла» (Полтава) - «Говерла» (Ужгород) - «Динамо» (Київ) - «Дніпро» (Дніпропетровськ) - «Зоря» (Луганськ) - «Іллічівець» (Маріуполь) | - «Карпати» (Львів) - «Кривбас» (Кривий Ріг) - «Металіст» (Харків) - «Металург» (Донецьк) - «Металург» (Запоріжжя) - «Таврія» (Сімферополь) - «Чорноморець» (Одеса) - «Шахтар» (Донецьк) |

 — нові команди.

## Підсумкова таблиця
| М  | Команда       | І  | В  | Н | П  | РМ    | О  |
| -- | ------------- | -- | -- | - | -- | ----- | -- |
|    | «Зоря»        | 30 | 20 | 3 | 7  | 53−22 | 63 |
|    | «Динамо»      | 30 | 18 | 7 | 5  | 69−31 | 61 |
|    | «Шахтар»      | 30 | 16 | 5 | 9  | 67−38 | 53 |
| 4  | «Ворскла»     | 30 | 15 | 8 | 7  | 59−42 | 53 |
| 5  | «Іллічівець»  | 30 | 13 | 9 | 8  | 34−31 | 48 |
| 6  | «Металіст»    | 30 | 14 | 4 | 12 | 47−43 | 46 |
| 7  | «Металург»    | 30 | 12 | 8 | 10 | 40−35 | 44 |
| 8  | «Дніпро»      | 30 | 12 | 7 | 11 | 52−47 | 43 |
| 9  | «Карпати»     | 30 | 12 | 5 | 13 | 38−52 | 41 |
| 10 | «Металург»    | 30 | 11 | 7 | 12 | 58−47 | 40 |
| 11 | «Волинь»      | 30 | 10 | 7 | 13 | 45−44 | 37 |
| 12 | «Арсенал»     | 30 | 9  | 8 | 13 | 37−46 | 35 |
| 13 | «Кривбас»     | 30 | 10 | 5 | 15 | 39−51 | 35 |
| 14 | «Чорноморець» | 30 | 8  | 6 | 16 | 38−64 | 30 |
| 15 | «Таврія»      | 30 | 6  | 5 | 19 | 22−61 | 23 |
| 16 | «Говерла»     | 30 | 4  | 6 | 20 | 33−77 | 18 |

## Найкращі бомбардири
| №  | Футболіст          | Команда    | Голи (пен.) |
| -- | ------------------ | ---------- | ----------- |
| 1  | Євген Трояновський | «Металург» | 16 (2)      |
| 2  | Євген Бохашвілі    | «Дніпро»   | 14 (4)      |
| 3  | Богдан Бойчук      | «Металіст» | 12 (1)      |
| 4  | Тарас Стретович    | «Кривбас»  | 11 (1)      |
| 4  | Дмитро Хльобас     | «Динамо»   | 11 (1)      |
| 4  | Олексій Чичиков    | «Ворскла»  | 11 (1)      |
| 7  | Сергій Курта       | «Говерла»  | 10          |
| 8  | Артем Радченко     | «Металіст» | 10 (1)      |
| 9  | Сергій Рибалка     | «Динамо»   | 10 (6)      |
| 10 | Гіулі Манджгаладзе | «Зоря»     | 9           |
| 11 | Дмитро Луканов     | «Зоря»     | 9 (1)       |